# Nimbhore Budruk
Nimbhore Budruk là một thị trấn thống kê (census town) của quận Jalgaon thuộc bang Maharashtra, Ấn Độ.

## Nhân khẩu
Theo điều tra dân số năm 2001 của Ấn Độ, Nimbhore Budruk có dân số 8449 người. Phái nam chiếm 53% tổng số dân và phái nữ chiếm 47%. Nimbhore Budruk có tỷ lệ 83% biết đọc biết viết, cao hơn tỷ lệ trung bình toàn quốc là 59,5%: tỷ lệ cho phái nam là 87%, và tỷ lệ cho phái nữ là 78%. Tại Nimbhore Budruk, 9% dân số nhỏ hơn 6 tuổi.